# Espaço das Artes de Belém
O Espaço das Artes de Belém é um centro cultural alternativo voltado para as artes cênicas e dança, localizado no bairro do Reduto, em Belém.

## Histórico
O espaço foi criado pelos artistas Breno Monteiro (gestor pedagógico) e Lauro Souza (produtor cultural) em fevereiro de 2018, como uma forma de atender a demanda de pessoas interessadas em fazer ou vivenciar diversas expressões artísticas em Belém.

## Estrutura
O espaço possui sala para apresentações com capacidade para 50 pessoas.

## Serviços
Além de locação de salas para eventos e reuniões, e da sala de apresentações, o Espaço das Artes oferece cursos de iniciação teatral (módulos I e II), curso de teatro infantil e infanto-juvenil, preparação corporal, dramaturgia, teoria teatral, dança, figurino, e performance drag.

## Livro
No website do Espaço das Artes, é ainda possível baixar o livro "Vamos Escrever Um Livro", de Lauro Sousa e Otávia Feio, no qual os autores contam  de forma poética suas experiências com o mundo das letras.

## Mostra de Artes do Espaço
Em 15 de junho de 2022, o Espaço das Artes realizou a primeira "MArtE - Mostra de Artes do Espaço", um evento que serviu como conclusão das diversas turmas dos seus cursos no primeiro semestre de 2022. As apresentações, realizadas no Teatro Margarida Schivasappa, ficaram a cargo dos concluintes.